# Сибілла Єлизавета Брауншвейг-Данненберзька
Сибілла Єлизавета Брауншвейг-Данненберзька (нім. Sybille Elisabeth von Braunschweig-Dannenberg, 4 червня 1576 — 9 липня 1630) — принцеса Брауншвейг-Люнебург-Даннеберзька з династії Вельфів, донька князя Брауншвейг-Данненбергу Генріха та саксен-лауенбурзької принцеси Урсули, дружина графа Дельменгорсту Антона II. Регентка Дельменгорсту у 1619—1630 роках.

## Біографія
Народилась 4 червня 1576 року у Данненберзі. Була п'ятою дитиною та другою донькою в родині князя Брауншвейг-Данненбергу Генріха та його дружини Урсули Саксен-Лауенбурзької. Мала старших братів Юліуса Ернста та Франца. Інші діти померли немовлятами до її народження. Згодом сімейство поповнилося донькою Сідонією та сином Августом.

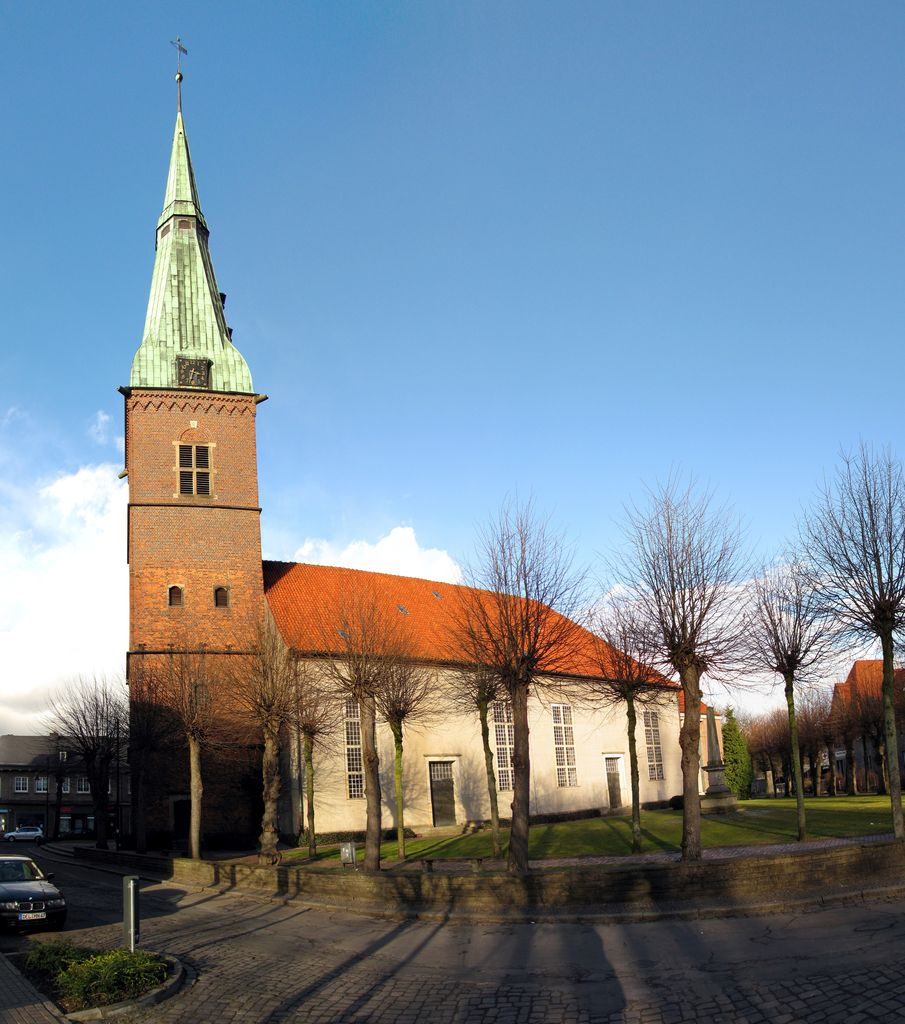
Міська церква Дельменгорсту

Батько не був суверенним правителем і володів Данненбергом як пареажом. Його не стало у січні 1598 року. Данненберг перейшов під управління брата Сибілли Єлизавети, Юліуса Ернста.
У 24-річному віці принцеса стала дружиною графа Дельменгорсту Антона II, якому за тиждень виповнювалося 50 років. Весілля пройшло 31 серпня 1600. У подружжя народилося одинадцятеро дітей
Резиденцією сімейства слугував замок Дельменгорст, перебудований у представницький палац епохи Відродження. Антон II активно займався розвитком економіки та будівництва на своїх землях. Його не стало у жовтні 1619 року. Сибілла Єлизавета до своїй смерті здійснювала регентство при малолітніх синах.
Пішла  з життя 9 липня 1630 року у Дельменгорсті. Як і чоловік, була похована у міській церкві.

## Родина
Чоловік —  Антон II
Діти:

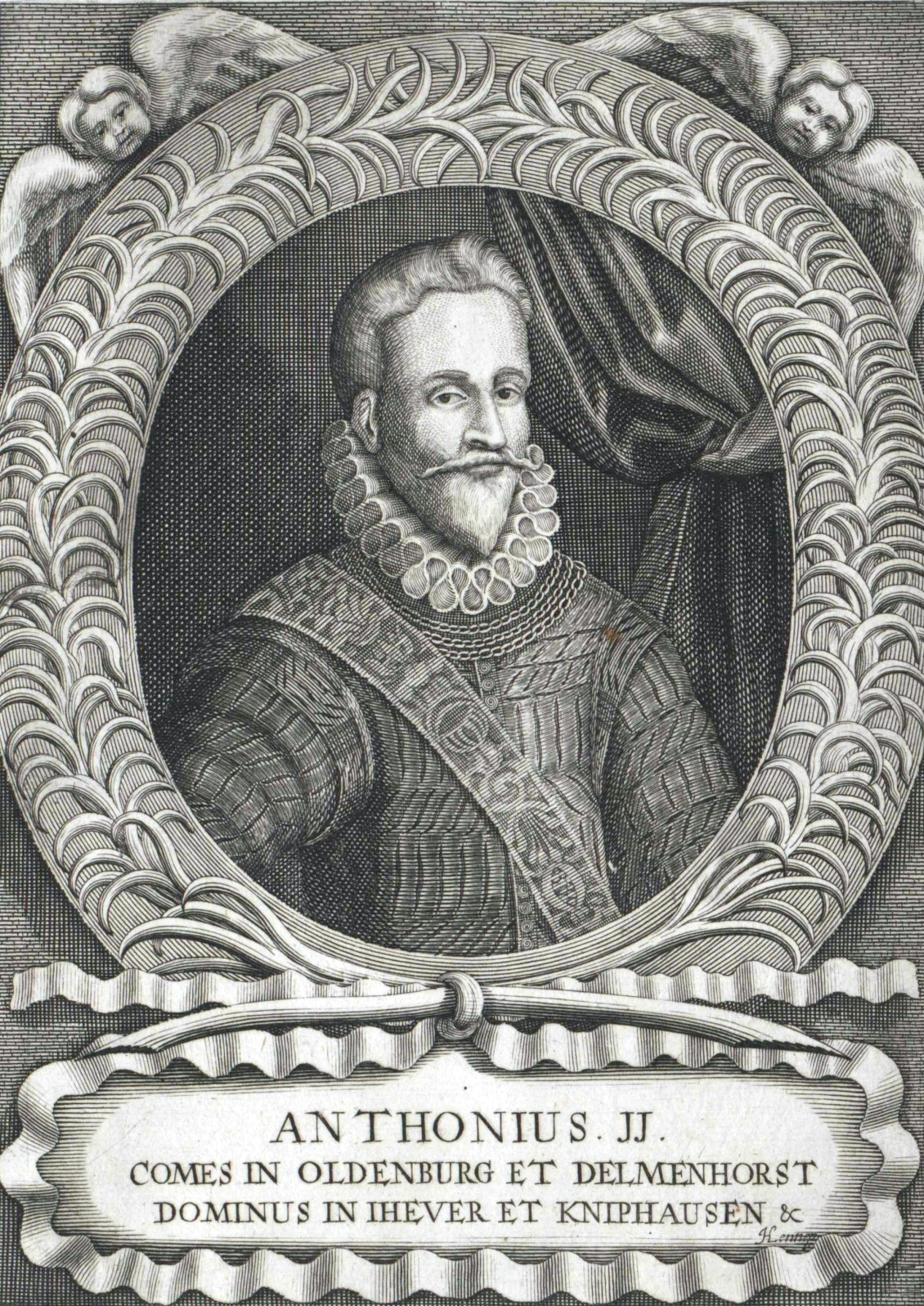
Антон II, гравюра

- Софія Урсула (1601—1642) — дружина графа Барбі-Мюлінгену Альбрехта Фрідріха, мала п'ятеро дітей;
- Катерина Єлизавета (1603—1649) — настоятелька Гандерсгаймського монастиря, одружена не була, дітей не мала;
- Антон Генріх (1604—1622) — одруженим не був, дітей не мав;
- Анна (1605—1688) — дружина герцога Шлезвіг-Гольштейн-Зондербургу Йоганна Крістіана, мала четверо дітей;
- Клара (1606—1647) — дружина герцога Шлезвіг-Гольштейн-Зондербург-Бекського Августа Філіпа, дітей не мала;
- Сибілла (1608—1640) — черниця у Герфорді;
- Доротея (1609—1636) — одружена не була, дітей не мала;
- Сідонія (1611—1650) — дружина герцога Шлезвіг-Гольштейн-Зондербург-Бекського Августа Філіпа, мала єдину доньку;
- Крістіан (1612—1647) — граф Дельменгорсту у 1619—1647 роках, одруженим не був, дітей не мав;
- Емілія (1614—1670) — дружина графа Шварцбург-Рудольштадту Людвіга Ґюнтера I, мала сина та чотирьох доньок;
- Юліана (1615—1691) — дружина герцога Вюртемберг-Вайльтінгену Манфреда I, мала трьох синів.